# Monica De La Cruz
Monica De La Cruz, född 11 november 1974 i Brownsville i Texas, är en amerikansk politiker (republikan). Hon är ledamot av USA:s representanthus sedan 2023.
De La Cruz besegrade demokraten Michelle Vallejo och libertarianen Ross Lynn Leone i mellanårsvalet i USA 2022.